# Palpares percheronii
Palpares percheronii is een insect uit de familie van de mierenleeuwen (Myrmeleontidae), die tot de orde netvleugeligen (Neuroptera) behoort. 
Palpares percheronii is voor het eerst wetenschappelijk beschreven door Guérin-Méneville in 1831.